# María Luisa Fuster
María Luisa Fuster de Plaza (Punta Alta, 16 de agosto de 1919 - Buenos Aires, 1965) fue una ictióloga argentina.

## Biografía
María Luisa Fuster nació en la localidad de Punta Alta, en el sur de la provincia de Buenos Aires, el 16 de agosto de 2019. Realizó sus estudios universitarios en la Facultad de Ciencias Naturales y Museo de la Universidad Nacional de La Plata, recibiendo su doctorado en ciencias naturales en 1944, con el profesor Emiliano Mac Donagh como director. Su tesis trató sobre la biología del dorado (Salminus maxillosus), titulada "Contribución al conocimiento del dorado Salminus maxillosus".
En 1947, junto con su colega Alberto Nani, escribió la primera descripción de Hypophthalmus oremaculatus, una especie de pez gato que está muy extendido en gran parte de América del Sur y es económicamente importante.
Entre 1947 y 1952 trabajó en la Dirección General de Pesca del Ministerio de Agricultura de Argentina y en instalaciones de investigación acuícola en la estación de salmonicultura de San Carlos de Bariloche en la provincia de Río Negro; así como en la Estación de Piscicultura de Plottier en la provincia de Neuquén. Durante estos años escribió varias publicaciones científicas sobre la cría de diversos peces comestibles.
En 1953, Fuster regresó a Buenos Aires para trabajar con un grupo de ictiólogos del Ministerio de Agricultura para investigar las anchoas nativas, particularmente la anchoa argentina (Engraulis anchoita). Entre 1960 y 1961, obtuvo una beca del Consejo Nacional de Investigaciones Científicas y Técnicas (CONICET) para realizar estudios de perfeccionamiento de biología pesquera en España. A su regreso a la Argentina comenzó a trabajar en el Instituto de Biología Marina (actualmente Instituto Nacional de Investigación y Desarrollo Pesquero) creado poco antes  en Mar del Plata a instancia de Las universidades de Buenos Aires, La Plata y Mar del Plata. Allí se dedicó a estudiar las poblaciones de anchoítas, descubriendo que existen al menos dos poblaciones distintas en el mar de la provincia de Buenos Aires.
Falleció en Buenos Aires en 1965 de una larga enfermedad. Poco antes había fallecido también su marido.